# كارلوس فاريلا
كارلوس فاريلا (بالإسبانية: Carlos Vila Varela)‏ (15 سبتمبر 1977 بأ لاراتشا في إسبانيا - ) هو لاعب كرة قدم إسباني في مركز الوسط. لعب مع دي.سي. يونايتد ونادي آراو ونادي بازل ونادي سيرفيت ونادي فولن ونادي نوشاتل زاماكس ونادي يانغ بويز وFC Köniz ‏.

## وصلات خارجية
- كارلوس فاريلا على موقع الدوري الأمريكي (الإنجليزية)
- كارلوس فاريلا على موقع قاعدة بيانات كرة القدم.إي يو (الإنجليزية)
- كارلوس فاريلا على موقع عالم كرة القدم.نت (الإنجليزية)